# Sägemühlenberg
Der Sägemühlenberg im Harz ist eine etwa 670 m ü. NN hohe Anhöhe auf der Ostabdachung der Jordanshöhe (ca. 723 m) bei Sankt Andreasberg im Landkreis Goslar in Niedersachsen.

## Geographische Lage
Der Sägemühlenberg befindet sich im Oberharz auf der Grenze des Naturparks Harz zum Nationalpark Harz und auf jener von Sankt Andreasberg zum gemeindefreien Gebiet Harz des Landkreises Goslar. Er liegt etwa 1,5 km nordöstlich von Sankt Andreasberg. Nach Westen steigt die Landschaft zur Jordanshöhe hin an. Seine Ostflanke fällt zur Oder hin ab. Seine im Naturpark gelegenen, unbewaldeten Bereiche gehören zum Naturschutzgebiet Bergwiesen bei St. Andreasberg.

## Berghöhe
Der Sägemühlenberg ist etwa 670 m hoch. Rund 350 m östlich seines Gipfels liegt eine Waldwegkurve, die auf topographischen Karten mit 641,9 m Höhe verzeichnet ist, was teils als Berghöhe angegeben wird.